# ملعب السلطان حسن البلقية
ملعب السلطان حسن البلقية (بالإنجليزية: Sultan Hassanal Bolkiah Stadium)‏ هو ملعب متعدد الاستخدمات [الإنجليزية] يقع في بندر سري بكاوان، ببروناي دار سلام، وويستضيف الملعب مباريات منتخب بروناي لكرة القدم في البطولات الدولية، وأيضا مباريات النادي المحلي ويتسع الملعب لـ 28,000 متفرج، وافتتح في عام 1984.